# Křenovice (Píseki járás)
Křenovice település Csehországban, Píseki járásban. Křenovice Veselíčko, Podolí I, Jetětice, Stehlovice és Bernartice településekkel határos. Lakosainak száma 186 fő (2024. január 1.).

## Népesség
A település lakosságának változását az alábbi diagram mutatja:
| Lakosok száma | 562  | 503  | 423  | 292  | 176  | 145  | 161  | 167  | 174  | 186  |
|               | 1869 | 1890 | 1921 | 1950 | 1980 | 2001 | 2017 | 2019 | 2022 | 2024 |